# セルビア社会党
セルビア社会党（セルビアしゃかいとう、セルビア語: Социјалистичка партија Србије, ラテン文字転写: Socijalistička Partija Srbije）は、セルビア共和国の政党。左翼ナショナリズムを掲げる社会主義または民主社会主義政党と考えられている。

## 党史

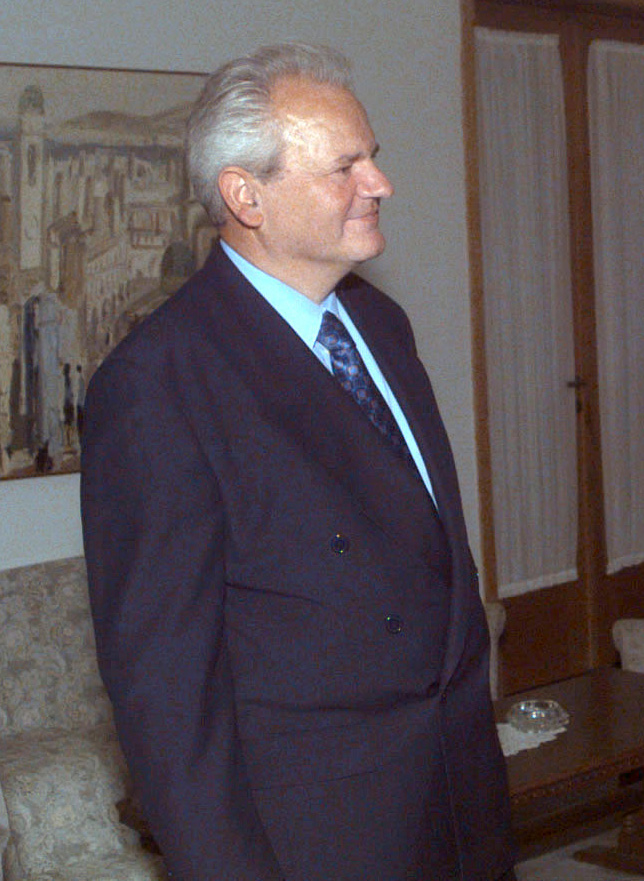
スロボダン・ミロシェヴィッチ

1990年、スロボダン・ミロシェヴィッチの指導下でセルビア共産主義者同盟（ユーゴスラビア共産主義者同盟のセルビア部分）とセルビア勤労人民社会主義同盟（統一戦線組織・ユーゴスラビア勤労人民社会主義同盟のセルビア部分）が合同して結成された。同年のセルビア共和国初の複数政党制に基づく自由選挙では250議席中、194議席を獲得し圧勝した。以降、セルビア急進党などの極右民族主義勢力とも提携しながら権威主義的かつ一党優位政党制的な与党としてミロシェヴィッチ政権を支え、クロアチア紛争やボスニア・ヘルツェゴビナ紛争、コソボ紛争などで政権の大セルビア主義的な政策を支持した。
なお経済・福祉政策では、ユーゴスラビア共産主義者同盟時代の自主管理社会主義を引き継いで市場社会主義を採っていた。その後、徐々に民間セクターを拡大していった。
2000年にミロシェヴィッチが追放される（ブルドーザー革命）と、セルビア社会党も下野し、同年の国民議会選挙では議席を急減させて250議席中37議席を獲得するにとどまった。以降、2003年の議会選挙では22議席、2007年の議会選挙ではさらに後退して16議席と、退潮に歯止めがかからない状態となった。
しかし2008年の議会選挙では党勢をやや回復して20議席を獲得した。選挙後、それまでの民族主義的な政策を抑えて社会主義的な主張を前面に押し出し、福祉政策などを軸にボリス・タディッチ大統領率いる民主党などの穏健派・親欧米派との連立政権を樹立、8年ぶりに小政党ながら与党の一角に復帰することになりイヴィツァ・ダチッチ党首を副首相とした。ダチッチは党改革を進め「脱ミロシェヴィッチ」をアピールした。

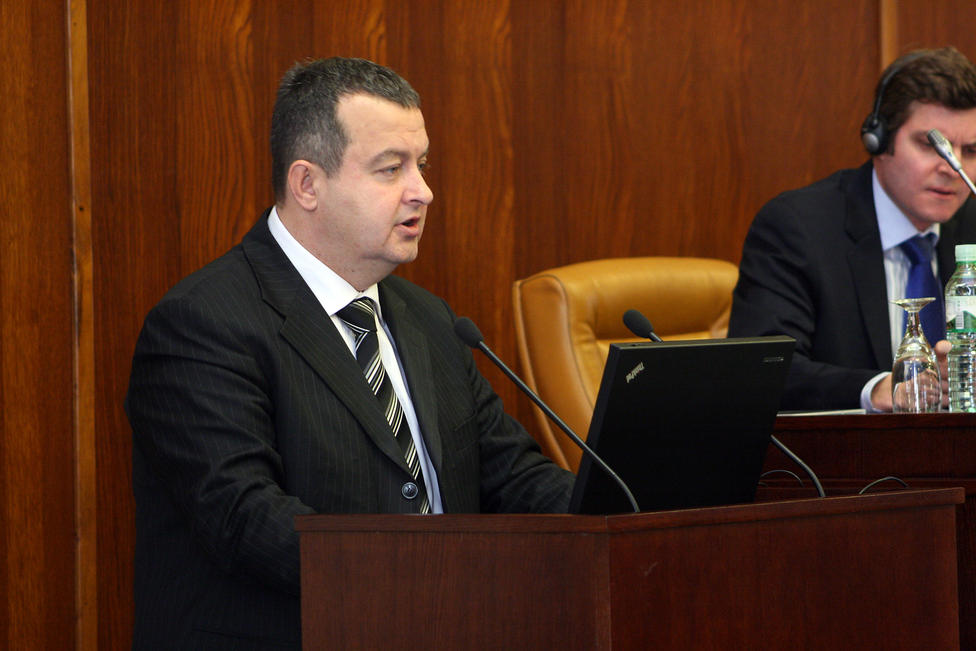
イヴィツァ・ダチッチ

2012年の議会選挙では統一年金党、統一セルビアと組んで44議席と議席を大幅に回復。ダチッチは交渉の末・穏健右派のトミスラヴ・ニコリッチ新大統領が率いるセルビア進歩党に提携相手を切り替え、首相に就任した。
なお社会主義インターナショナルへの加盟を希望しているが、ミロシェヴィッチ時代の独裁的なイメージやボスニア・ヘルツェゴビナの加盟政党からの反対があり、加盟のめどは立っていない。

## 党勢の推移
国民議会議員選挙における結果
| 年     | 得票数    | 得票率 | 獲得議席  | 議席数の増減 | 選挙後の立場 |
| ------ | --------- | ------ | --------- | ------------ | ------------ |
| 1990年 | 2,320,587 | 46.09% | 194 / 250 | 194          | 与党         |
| 1992年 | 1,359,086 | 28.77% | 101 / 250 | 93           | 与党         |
| 1993年 | 1,576,287 | 36.65% | 123 / 250 | 22           | 与党         |
| 1997年 | 1,418,036 | 34.26% | 85 / 250  | 38           | 与党         |
| 2000年 | 515,845   | 13.76% | 37 / 250  | 48           | 野党         |
| 2003年 | 291,341   | 7.62%  | 22 / 250  | 15           | 閣外協力     |
| 2007年 | 227,580   | 5.64%  | 16 / 250  | 6            | 野党         |
| 2008年 | 313,896   | 7.58%  | 12 / 250  | 4            | 与党         |
| 2012年 | 567,689   | 14.51% | 25 / 250  | 13           | 与党         |
| 2014年 | 484,607   | 13.49% | 25 / 250  | 増減なし     | 与党         |
| 2016年 | 413,770   | 10.95% | 21 / 250  | 4            | 与党         |
| 2020年 | 334,333   | 10.78% | 22 / 250  | 1            | 与党         |
| 2022年 | 435,274   | 11.79% | 22 / 250  | 増減なし     | 与党         |